# 南里隆
南里 隆（なんり たかし、1960年（昭和35年）4月27日 - ）は、日本の政治家。佐賀県小城市長（1期）、元佐賀県副知事。

## 来歴
佐賀県小城郡牛津町（現・小城市）生まれ。佐賀県立小城高等学校、佐賀大学経済学部卒業後、佐賀県庁入庁。総務部副部長や産業労働部副部長、地域交流部長を経て、2021年3月に定年退職し、同7月から副知事を務めた。2024年12月27日、副知事を退任。
2025年3月23日投開票の小城市長選挙に立候補し、南里が元教育総務課長の高塚誠を217票差で破り、初当選した。